# XXXV Congrés Eucarístic Internacional
El XXXV Congrés Eucarístic Internacional va tenir lloc a Barcelona el 1952, durant el pontificat de Pius XII. Va succeir el congrés celebrat el 1938 a Budapest (Hongria), després de l'aturada provocada per la Segona Guerra Mundial, i va ser el segon celebrat a Espanya després del XXII Congrés Eucarístic Internacional de Madrid de 1911.

## Història
El Congrés es va celebrar entre el 27 de maig i l'1 de juny de 1952 sota el lema L'Eucaristia i la Pau. Va ser promogut pel bisbe de Barcelona, Gregorio Modrego, i va ser un dels esdeveniments més rellevants de la història de la diòcesi de Barcelona. La màxima autoritat religiosa que hi va assistir va ser el cardenal Federico Tedeschini, delegat a latere del papa Pius XII, antic nunci a Espanya durant la dictadura de Primo de Rivera i la Segona República i simpatitzant del govern franquista. Per a molts, aquest Congrés va ser l'esdeveniment més important viscut per l'Església catòlica a Catalunya en la seva història moderna. Vuitanta països van ser-hi representats, i hi van acudir 49 cardenals, 225 arquebisbes, bisbes i abats i 20 000 sacerdots, religiosos i seminaristes. Van cobrir el Congrés 356 corresponsals de premsa nacionals i 124 estrangers. S'hi van inscriure 300 000 congressistes.
Entre altres actes, va haver-hi una ordenació de 820 preveres a l'estadi de Montjuïc, la més multitudinària de la història de l'Església Catòlica. La majoria eren espanyols, i tres d'aquells sacerdots van arribar a bisbes: Pere Casaldàliga, bisbe d'Araguaia (Brasil); Josep Maria Guix, bisbe de Vic, i Elías Yanes, arquebisbe de Saragossa.
Al programa del Congrés es van impartir diversos seminaris i conferències en la Universitat de Barcelona, dedicats a temes com la litúrgia, la teologia dogmàtica, les sagrades escriptures, la moral, el dret, la sociologia pastoral, la pedagogia, la història, l'arqueologia i la teologia oriental. Hi van participar experts internacionals com Pius Parsch, Llorenç Riber, Réginald Garrigou-Lagrange, Agustín Bea i Paul Claudel. També es van celebrar nou exposicions, com la d'art eucarístic antic al Museu d'Història de Barcelona, així com una Fira Nacional del Llibre Espanyol, i es van representar autos sacramentals del Segle d'Or espanyol.
La clausura va tenir lloc en la confluència de les avingudes Diagonal i Pedralbes, a la plaça que seria batejada amb el nom de Pius XII. Per a l'ocasió es va instal·lar un altar provisional enmig de la plaça, obra de Josep Soteras. Va ser celebrada pel cardenal Federico Tedeschini, amb l'assistència del dictador Francisco Franco, i van participar 1 500 000 persones. El papa Pius XII va enviar un missatge radiofònic per a l'ocasió.
El mateix any 1952, el papa Pius XII nomenà arquebisbe el doctor Modrego, si bé a títol personal. També s'acaba el racionament del pa.

## Actes del Congrés
- 27 de maig: rebuda del cardenal Tedeschini i inauguració del Congrés a la Catedral de Barcelona.
- 28 de maig: L'Eucaristia i la Pau familiar, reunió de 200 000 congressistes a la plaça de Pius XII.
- 29 de maig: L'Eucaristia i la pau individual i social, reunió d'obrers i camperols a la Basílica de Santa Maria del Mar.
- 30 de maig: L'Eucaristia i la pau internacional, administració de l'Eucaristia a malalts en hospitals; reunió del Ministre de Relacions Exteriors d'Espanya i el Llegat Papal.
- 31 de maig: L'Eucaristia i la pau eclesiàstica, sessió acadèmica al Palau Nacional; jornada poètica sobre l'Eucaristia al Palau de la Música Catalana.

1 de juny: cerimònia de clausura a la plaça de Pius XII.

## Urbanisme
El bisbe Gregorio Modrego va promoure la construcció d'una sèrie d'habitatges socials que pal·liés la massiva arribada d'ones migratòries que s'estava produint aquests anys. Així, els arquitectes Josep Soteras, Carles Marquès i Antoni Pineda. van projectar un nou barri en 16'5 hectàrees de terreny de la masia de Can Ros, amb alternança d'illes obertes i tancades i 2.700 habitatges, 300 locals comercials, una església (parròquia de Sant Pius X) i diversos serveis i equipaments escolars, esportius i culturals. Fou una de les majors promocions urbanístiques de Barcelona en temps de la dictadura.
A la resta de la ciutat també es van realitzar diverses reformes, com l'obertura de les avingudes del Príncep d'Astúries i de la Infanta Carlota, actualment Riera de Cassoles i Josep Tarradellas, respectivament. Es va col·locar una font monumental a la cruïlla de la Gran Via de les Corts Catalanes amb el passeig de Gràcia, obra també de Josep Soteras. Es va enjardinar la plaça de Calvo Sotelo —actualment de Francesc Macià—, amb un projecte de Nicolau Maria Rubió i Tudurí. També es va instal·lar a la Diagonal el Monument als caiguts —actualment desmantellat—, obra dels arquitectes Adolf Florensa i Joaquim Vilaseca i de l'escultor Josep Clarà.